# کوربئن
کوربئن (به لاتین: Kurbin) یک شهرستان در آلبانی است که در شهرستان لژه واقع شده‌است.